# Glastonbury
Glastonbury este un oraș în comitatul Somerset, regiunea South West, Anglia. Orașul se află în districtul Mendip. Orașul este cunoscut pentru Festivalul Glastonbury ce se desfășoară aici anual. Loc încărcat de spiritualitate și istorie, Glastonbury Tor este vizitat în continuare de pelerini, după ce ultimul abate și alți călugări au fost executați în anul 1539, iar mănăstirea desființată.          